# Suchedniów (gromada)
Suchedniów – dawna gromada, czyli najmniejsza jednostka podziału terytorialnego Polskiej Rzeczypospolitej Ludowej w latach 1954–1972.
Gromady, z gromadzkimi radami narodowymi (GRN) jako organami władzy najniższego stopnia na wsi, funkcjonowały od reformy reorganizującej administrację wiejską przeprowadzonej jesienią 1954 do momentu ich zniesienia z dniem 1 stycznia 1973, tym samym wypierając organizację gminną w latach 1954–1972.
Gromadę Suchedniów z siedzibą GRN w Suchedniowie utworzono – jako jedną z 8759 gromad na obszarze Polski – w powiecie kieleckim w woj. kieleckim, na mocy uchwały nr 13c/54 WRN w Kielcach z dnia 29 września 1954. W skład jednostki weszły obszary dotychczasowych gromad Suchedniów, Baranów, Berezów, Kruk, Kleszczyny, Stokowiec, Wierzbka i Błoto (bez osiedla Staszicówka) ze zniesionej gminy Suchedniów w tymże powiecie. Dla gromady ustalono 27 członków gromadzkiej rady narodowej.
Gromadę Suchedniów zniesiono 1 stycznia 1956 w związku z nadaniem jej statusu osiedla (18 lipca 1962 Suchedniów otrzymał prawa miejskie).
1 stycznia 1973 reaktywowano gminę Suchedniów.